# Махакали
Махакали (санскрит. महाकाली) је хиндуистичка богиња времена и смрти, конкретно у традицији Шактизма. Слично богињи Кали, Махакали је такође свирепа богиња која је асоцирана са универзалном моћи, временом, животом, смрћу као и препородом и ослобођењем. Она је супруга Баираве, бога свести, основа стварности и постојања. Махакали је, на санскриту, је етимолошки феминозована верзија речи „Махакала" што значи „Велико Време" (такође се може интерпретирати као „смрт"), епитет богова Нарамише и Шиве у Хиндуизму.

## Значење
О пореклу Махакали се говори у бројим индијским списима (шастрама). У текстовима о шактизму, често је представљана као Ади-шакти, искосна сила универзума, идентична са крајњом стварношћу, или Браманом. Такође је позната као (женски) Пракрити и као једна од три манифестације врховне богиње Махадеви која је везана за три главне „гуне" или атрибута присутна у „санјка" филозофији. Према тој интерпретацији, Махакали представља силу инерције (Тамас). Уобичајено тумачење текста „Деви Махатмја" („Величанственост Богиње"), као и касније интерпретације текста „Маркандеја Пурана" (који се сматра главним светим списом Шактизма) приписује другачији лик богињи у сваком од три дела (Махасарсвати, Махалакшми и Махакали). Ово је у складу са „тридеви", светим тројством веховних богиња у Хиндуизму.

## Иконографија
У оквиру индијске народне уметности, Махакали поседује црни или плави тен.
Њена најзаступљенија икона је представља са четири руке у којима држи мач у облику полумесеца, „тришуи" (трозубац), одрубљену главу демона, и чинију, или лобању коју користи као чашу („капала") којом скупља крв из одрубљене главе. Очи су јој црвене, опијене гневом, коса разбарушена. Понекад се виде мали очњаци који излазе из њених уста заједно са лежећим језиком. Окићена је венцем сачињеним од глава демона које је убила, за које се најчешће сматра да је 108 или 50 (по узору на број слова у санскритском алфабету). Такође носи сукњу направљену од руку демона које је убила.
Њена десетоглава (дашамуки) слика је позната као „10 Махавидја Махакали", и у тој форми се сматра да представља 10 махавидја, богиња мудрости. Понекад је осликана као да седи на лешу или запаљеном горбу. Њен тен је описан као мрачно небо лишено звезда. У овом лику је представљена са десет глава, тридесет ватрених очију, десет ногу и руку али се уобичајено представља у свом четвороруком лику. У свакој од својих десет руку уобичајено држи неку алатку која је карактеристична за сваку од десет „дева" (богова Хиндуизма) које представља. Ово имплицира да је Махакали, као врховна богиња, одговорна за све моћи који ти остали богови поседују, што такође наговештава да је она еквивалентна Браману (универзални принцип постојања и стварности).
Независно од лика којим је осликана, најчешће је представљена како стоји на лежећем, инертном телу Шиве. Постоје бројне интерпретације овог чина, међутим најчешћа је да Махакали представља Шакти (моћ стварања и делања у универзуму) а Шива представља нетакнуту свест која је сама по себи чиста и инертна. Постоји пословица која каже да је „Шива без Шакти Шава" што сведочи томе да би Шива (односно, свест) без Махакали (која је Шакти и представља делаље) остао у вечном стању мировања, налик смрти. Ово потврђује и чиљеница да Шива на санскриту знаши леш. Још једна интерпретације је, да гневна и активна Махакали може да обузда свој гнев само у присуству Шиве, бога свести, и њеног мужа (према Шаивизму) што представња баланс између мирног живота и дивље нарави.

## Списак референци
1. ↑  Паргитер, Фредерик Еден (1904). The Markandeya Purana: Translated with Notes. India: Asiatic Society.
2. ↑  Kennedy (1831). Mahakandeya Purana, цитирано у. стр. 341.